# Samuel Wembé
Samuel Wembé (* 1. Januar 1947; † 12. April 2020 in Douala) war ein kamerunischer Politiker, Fußballfunktionär und Geschäftsmann.

## Werdegang
Wembé war als Mitglied der Partei Rassemblement Démocratique du Peuple Camerounais Abgeordneter und Senator im kamerunischen Parlament. Zudem engagierte er sich als Fußballfunktionär. So war er unter anderem Präsident des Klubs Racing Bafoussam, aber auch des Regionalverbands des Kameruner Départements Wouri, Ligapräsident beim Verband der westlichen Kameruner Ligen und zuletzt administrativ für die Fédération Camerounaise de Football tätig. Neben seinen öffentlichen Aufgaben war Wembé im Import- und Exportgeschäft als Unternehmer tätig.
Im April 2020 starb Wembé im Alter von 73 Jahren an den Folgen einer SARS-CoV-2-Infektion.